# Cronaca Vera
Cronaca Vera è una rivista settimanale italiana specializzata in resoconto di costume e di cronaca nera destinati a un pubblico popolare.

## Storia
È stata fondata dall'imprenditore Sergio Garassini, già editore del mensile erotico Kent, che nel 1969 ne affidò la direzione a Antonio Perria (caporedattore di ABC ed ex inviato di cronaca nera de l'Unità, oltre che affermato autore di gialli). Il progetto grafico della nuova rivista venne realizzato dall'illustratore Maurizio Bovarini. L'intento di Garassini fu quello di creare un settimanale di taglio popolare, quanto più possibile vicino ai propri lettori (di cui spesso racconta le vicende private) e a basso costo (la carta utilizzata per stampare il settimanale è di bassa qualità). L'idea riscontra un grande successo, tanto che a metà degli anni settanta Cronaca Vera riuscì a vendere sino a 600 000 copie a numero.
La rivista si caratterizza per un taglio editoriale sensazionalistico; gli articoli sono scritti in un linguaggio semplice e discorsivo. Caso pressoché unico nel panorama giornalistico italiano, la rivista ha mantenuto pressoché invariato il proprio layout, costituito da numerose fotografie in bianco e nero e da grandi titoli scritti in rosso, di forte impatto e in carattere maiuscolo. Nella rivista è inoltre quasi completamente assente la pubblicità. Particolarmente durante i primi vent'anni di vita editoriale, la rivista si distingueva per le ammiccanti e iconiche copertine con in evidenza un articolo sempre riferito a un qualche fatto a sfondo sexy, a fianco alla foto di una splendida modella nuda (ma con le parti intime coperte dai titoli) o poco vestita, nonché per le frequenti fotografie di cadaveri (talvolta raccapriccianti) che illustravano i servizi di cronaca nera. Negli ultimi anni la pubblicazione ha abbandonato quasi del tutto le copertine "osé" per dare maggiore evidenza a temi più "seri", spesso a sfondo sociale o ecologico.
Anche negli articoli interni, ultimamente, vi è un maggiore interesse per tali tematiche, oltre a servizi retrospettivi su vari argomenti culturali, come fumetti e cinema.
La rivista ospita numerose rubriche che invitano i lettori a prendere la parola su svariate questioni ("I vostri problemi", "Un avvocato al vostro servizio", "Una mano tesa", "Dottore mi dica", "I misteri del sesso", "Il mondo dell'inconscio", ecc.). Recentemente è stata inaugurata una pagina dedicata alla narrativa noir, "Il Racconto Giallo/Nero", che ospita racconti brevi di autori noti e meno noti.
Dal 1996 il settimanale è diretto da Giuseppe Biselli. Nel 2015 avviene la svolta a colori: le storiche foto in bianco e nero vengono sostituite da immagini a colori. Soppresse anche le avvenenti copertine con ragazze seminude per lasciare posto a numerosi richiami legati ai principali fatti di cronaca nera raccontati all'interno.